# Euproctis aeana
Euproctis aeana är en fjärilsart som beskrevs av Collenette 1930. Euproctis aeana ingår i släktet Euproctis och familjen tofsspinnare. Inga underarter finns listade i Catalogue of Life.